# Rainer Seifert
Rainer Seifert (n. 10 decembrie 1947, Wiesbaden, Germania sub ocupație aliată) este un jucător de hochei pe iarbă ce a reprezentat Germania, medaliat olimpic. A participat la 2 ediții ale Jocurilor Olimpice (1972, 1976) în care a câștigat o medalie de aur.